# Даллас (округ, Техас)
Округ Даллас (англ. Dallas County) расположен в США, штате Техас. Официально образован в 1846 году из участков округов Накодочес и Робертсон, и назван в честь Джорджа Миффлина Далласа — 11-го вице-президента США. По состоянию на 2000 год, численность населения составляла 2 218 899 человек. По оценке бюро переписи населения США в 2008 году количество жителей округа увеличилось до 2 412 827 человек, что соответствует восьмому месту в списке самых густонаселённых округов страны. Окружным центром и крупнейшим городом является город Даллас — третий по населению город штата и девятый в США.

## География
По данным бюро переписи населения США площадь округа Даллас составляет 2352 км², из которых 2279 км² — суша, а 75 км² — водная поверхность (3,19 %).

### Основные шоссе

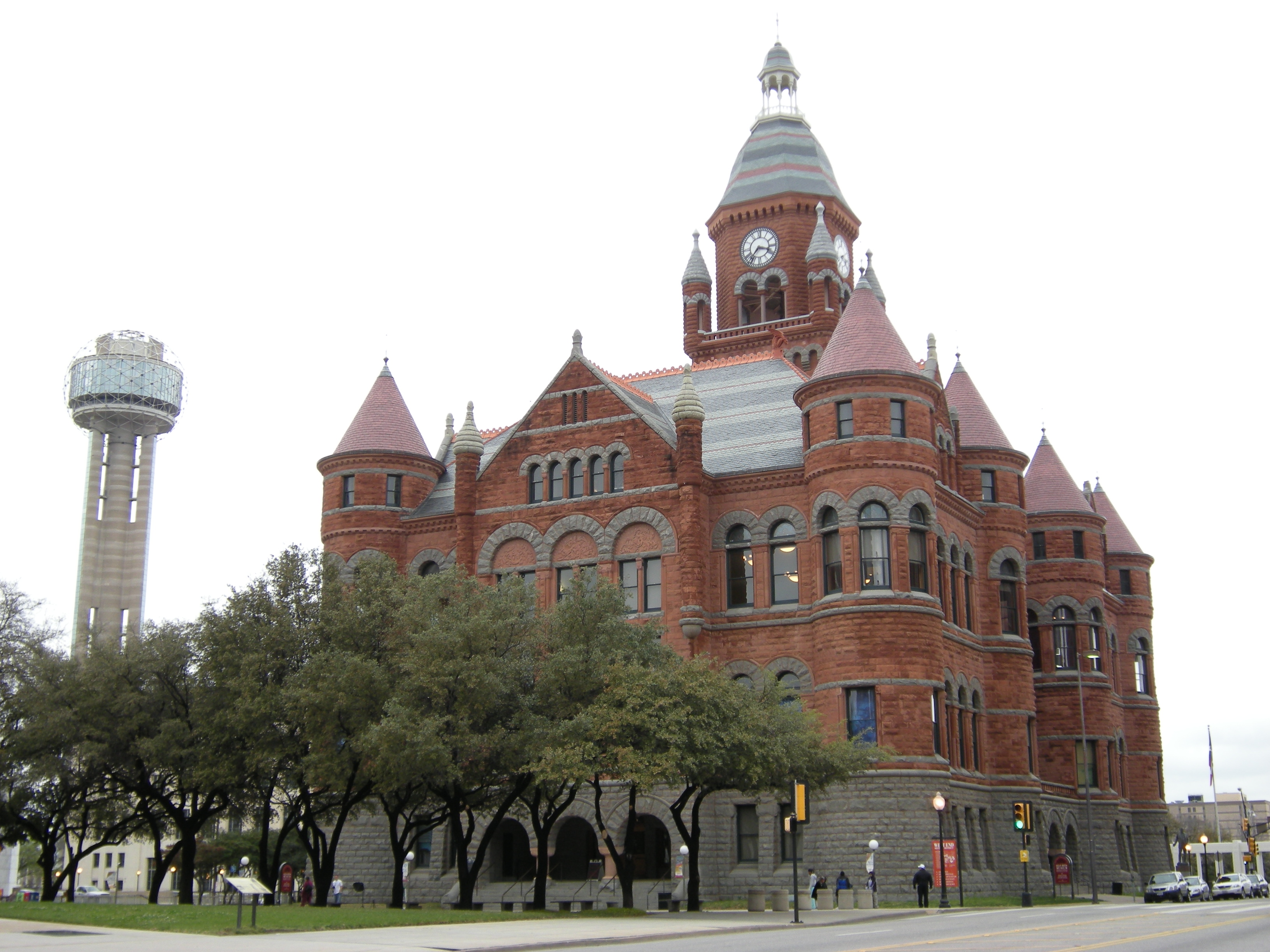
Историческое здание окружного суда в Далласе. Ныне музей истории и культуры округа

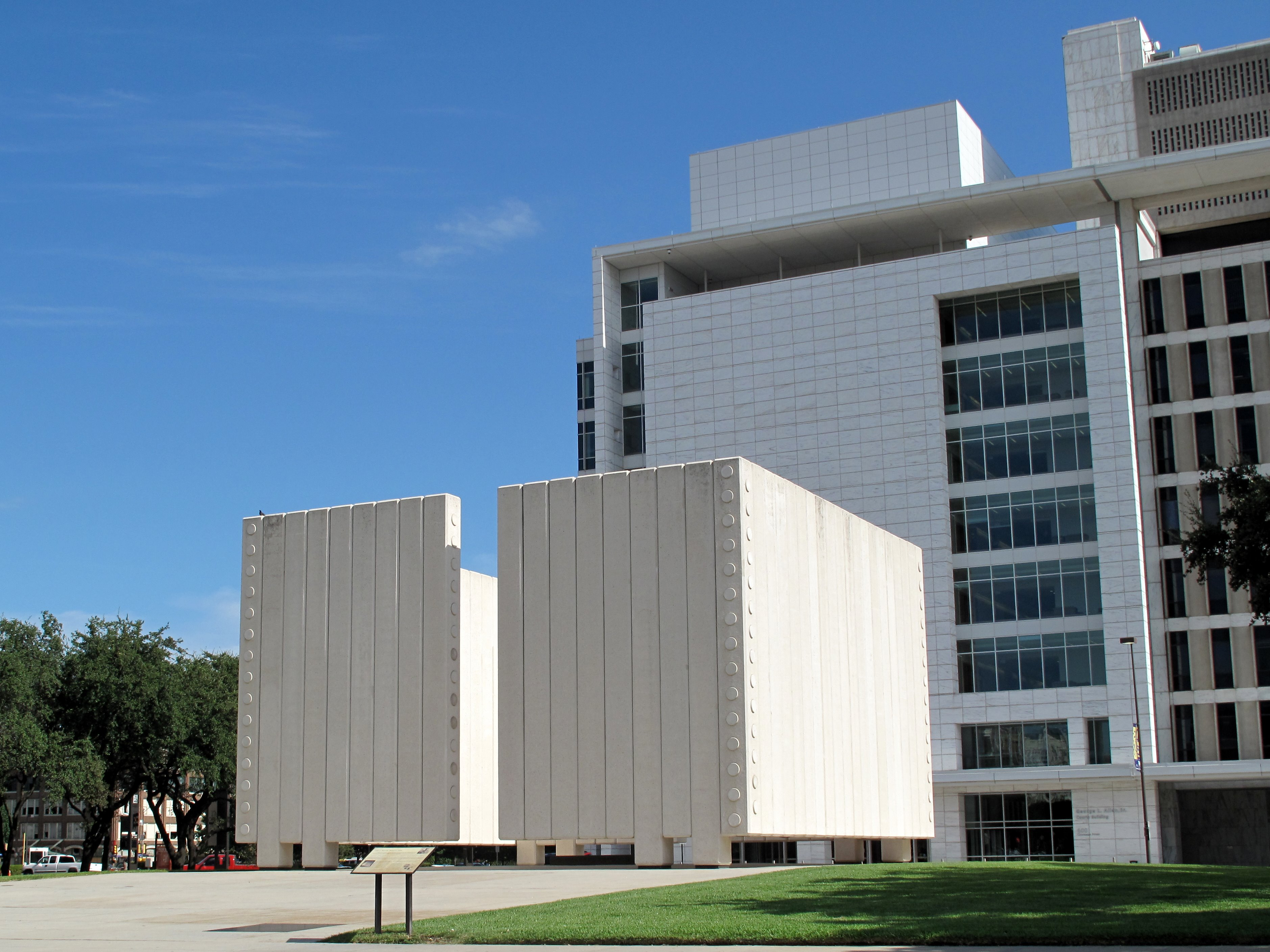
Мемориал Джону Кеннеди перед зданием современного окружного суда

- Автострада 20
- Автострада 30
- Автострада 35Е
- Автострада 45
- Автострада 635
- Далласская северная платная автодорога
- Магистраль им. президента Джорджа Буша
- Шоссе 67
- Шоссе 75
- Шоссе 77
- Шоссе 80
- Шоссе 175
- Автомагистраль 5
- Автомагистраль 66
- Автомагистраль 78
- Автомагистраль 114
- Автомагистраль 121
- Автомагистраль 161
- Автомагистраль 183
- Автомагистраль 190
- Автомагистраль 289
- Автомагистраль 342
- Кольцевая автомагистраль Техаса 12

### Соседние округа
- Дентон (северо-запад)
- Джонсон (юго-запад)
- Кофмен (восток)
- Коллин (север)
- Рокуолл (северо-восток)
- Таррант (запад)
- Эллис (юг)

## Демография
По данным переписи населения 2000 года в округе Даллас проживало 2 218 899 человек, в составе 807 621 домашних хозяйств и 533 837 семей. Плотность населения составляла около 974 человек на 1 квадратный километр. Расовый состав населения был 58,35 % белых, 20,31 % чёрных или афроамериканцев, 0,56% коренных американцев, 3,98 % азиатов, 0,06 % коренных гавайцев и других жителей Океании, 14,04 % прочих рас и 2,7% представители двух или более рас. 29,87 % населения являлись испано- или латиноамериканцами.
Среди 807 621 хозяйств, 35,1 % имели детей возрастом до 18 лет, 46,9 % супружеских пар живущих вместе, в 14,1% семей женщины проживали без мужей, 33,9 % не имели семей. На момент переписи 27,3 % от общего количества жили самостоятельно, 5,9 % одинокие старики в возрасте от 65 лет и старше. В среднем на каждое хозяйство приходилось 2,71 человека, среднестатистический размер семьи составлял 3,34 человека.
Показатели по возрастным категориям в округе были следующие: 27,9 % жители до 18 лет, 10,7 % от 18 до 24 лет, 34,4 % от 25 до 44 лет, 18,9 % от 45 до 64 лет и 8,1 % старше 65 лет. Средний возраст составлял 31 год. На каждые 100 женщин приходилось 99,8 мужчин. На каждые 100 женщин в возрасте 18 лет и старше приходилось 98 мужчин.
Средний доход на хозяйство в округе составлял 43 324 $, на семью — 49 062 $. Среднестатистический заработок мужчины был 34 988 $ против 29 539 $ для женщины. Доход на душу населения в округе составлял 22 603 $. Около 10,6 % семей и 13,4 % населения зарабатывало меньше прожиточного минимума. Среди них было 18 % тех кому ещё не исполнилось 18 лет и 10,5 % тех кому было уже больше 65 лет.

## Политическая ориентация
Практически на всех президентских выборах с 1960 года округ Даллас голосует за кандидата от Республиканской партии, сделав всего два исключения в 1964 и в 2008 годах. Тем не менее следует заметить, что последние года перевес республиканцев перестал быть столь значительным как не́когда. Этот процесс обусловлен влиянием демократов в городе Даллас, который превратился в оплот этой партии.

### Техасская палата представителей
В Техасской палате представителей округ Дентон числится в составе шестнадцати избирательных районов. Интересы округа представляют следующие должностные лица:
- 100-й район — Терри Ходж (Демократическая партия)
- 101-й район — Роберт Миклос (Демократическая партия)
- 102-й район — Кэрол Кент (Демократическая партия)
- 103-й район — Рафаэль Анчия (Демократическая партия)
- 104-й район — Роберто Алонсо (Демократическая партия)
- 105-й район — Линда Харпер-Браун (Республиканская партия)
- 106-й район — Кирк Ингленд (Демократическая партия)
- 107-й район — Аллен Уот (Демократическая партия)
- 108-й район — Дэн Бренч (Республиканская партия)
- 109-й район — Хелен Гиддингс (Демократическая партия)
- 110-й район — Барбара Мэллори Каррауэй (Демократическая партия)
- 111-й район — Ивонн Дэвис (Демократическая партия)
- 112-й район — Энджи Чен Баттон (Республиканская партия)
- 113-й район — Джой Драйвер (Республиканская партия)
- 114-й район — Уилл Хартнетт (Республиканская партия)
- 115-й район — Джим Джексон (Республиканская партия)

### Палата представителей США
В палате представителей США из 32 техасских мест — шесть закреплены за районами округа Даллас, пять из которых занимают республиканцы и одно — демократы:
- 3-й район — Сэм Джонсон (Республиканская партия)
- 5-й район — Джеб Хенсорлинг (Республиканская партия)
- 24-й район — Кенни Марчант (Республиканская партия)
- 26-й район — Майкл Бюрджесс (Республиканская партия)
- 30-й район — Эдди Джонсон (Демократическая партия)
- 32-й район — Пит Сешенс (Республиканская партия)

## Населённые пункты

### Города, посёлки, деревни
| - Аддисон - Болч-Спрингс - Гарленд - Глен-Хайтс - Гранд-Прери - Грейпвайн - Даллас - Де-Сото | - Дунканвилл - Ирвинг - Кокрелл-Хилл - Комбайн - Коппелл - Карролтон - Ланкастер - Льюисвилл | - Мескит - Овилла - Ричардсон - Роулетт - Сакс - Саннивейл - Сидар-Хилл - Сиговилл | - Уайли - Уилмер - Фармерс-Бранч - Феррис - Хайленд-Парк - Хатчинс - Юниверсити-Парк |

#### Комментарии
1. ↑  Часть города находится в округах Таррант и Эллис.
2. ↑  Основная часть города находится в округе Таррант. Небольшая часть расположена в округе Дентон.
3. ↑  Часть города находится в округах Дентон, Коллин, Рокуолл и Кофмен.
4. ↑  Часть города находится в округах Дентон и Коллин.
5. ↑  Часть города находится в округе Рокуолл.
6. ↑  Небольшая часть расположена в округе Кофмен.
7. ↑  Часть города находится в округах Коллин и Рокуолл.

### Немуниципальные территории
- Санд-Бранч

## Образование

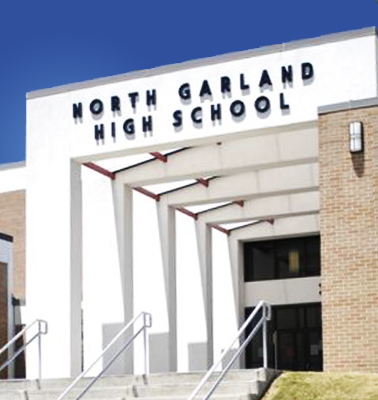
Высшая школа Норт-Гарленд из школьного округа Гарленд

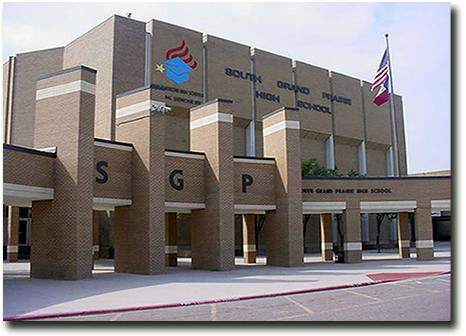
Высшая школа Гранд-Прейри из состава одноимённого школьного округа

Образовательную систему округа составляют следующие учреждения:

### Школьные округа

#### Расположенные полностью в округе
- школьный округ Даллас[9]
- школьный округ Де-Сото[10]
- школьный округ Дунканвилл[11]
- школьный округ Гарленд[12]
- школьный округ Гранд-Прери[13]
- школьный округ Ирвинг[14]
- школьный округ Коппелл[15]
- школьный округ Ланкастер[16]
- школьный округ Мескит[17]
- школьный округ Ричардсон[18]
- школьный округ Саннивейл[19]
- школьный округ Сидар-Хилл[20]
- школьный округ Хайленд-Парк[21]

#### Расположенные в округе частично
- школьный округ Грейпвайн-Колливилл[22]
- школьный округ Карролтон-Фармерс[23]
- школьный округ Феррис[24]

### Высшие учебные заведения
- Техасский университет в Далласе[25]
- Университет Северного Техаса в Далласе[26]
- Техасский женский университет[27]

## Транспорт

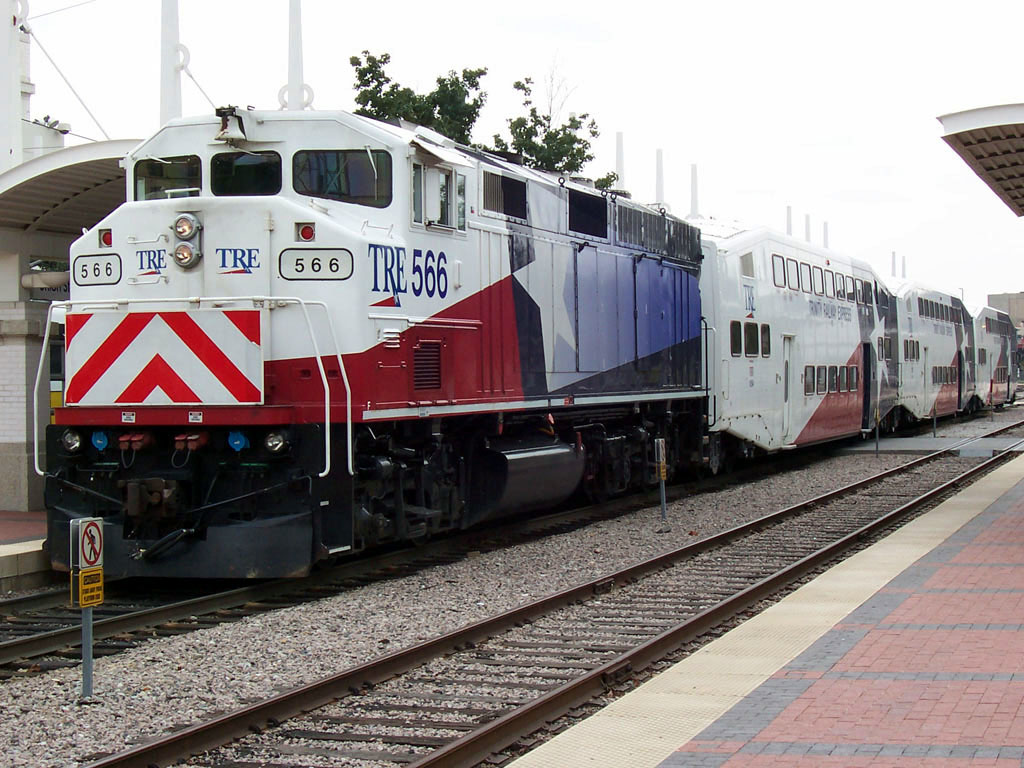
Состав Trinity Railway Express

Важнейшими элементами транспортной системы сообщения округа являются:
- аэропорт Даллас/Лав-Филд (DAL)[28], расположенный в Далласе и ориентированный преимущественно на внутренние перевозки
- международный аэропорт Даллас/Форт-Уэрт (DFW)[29], находящийся на пограничной территории с округом Таррант
- Dallas Area Rapid Transit (DART)[30] — оператор, контролирующий автобусные перевозки и перевозки легкорельсовым транспортом и пригородными железными дорогами в Далласе и в 12 пригородах.
- Trinity Railway Express (TRE)[31] — система пригородных железнодорожных перевозок внутри мегаполиса «Даллас—Форт-Уэрт», основанная операторами DART (со стороны округа Даллас) и Fort Worth Transportation Authority (The T) (со стороны округа Тэррент).

## Исправительные учреждения

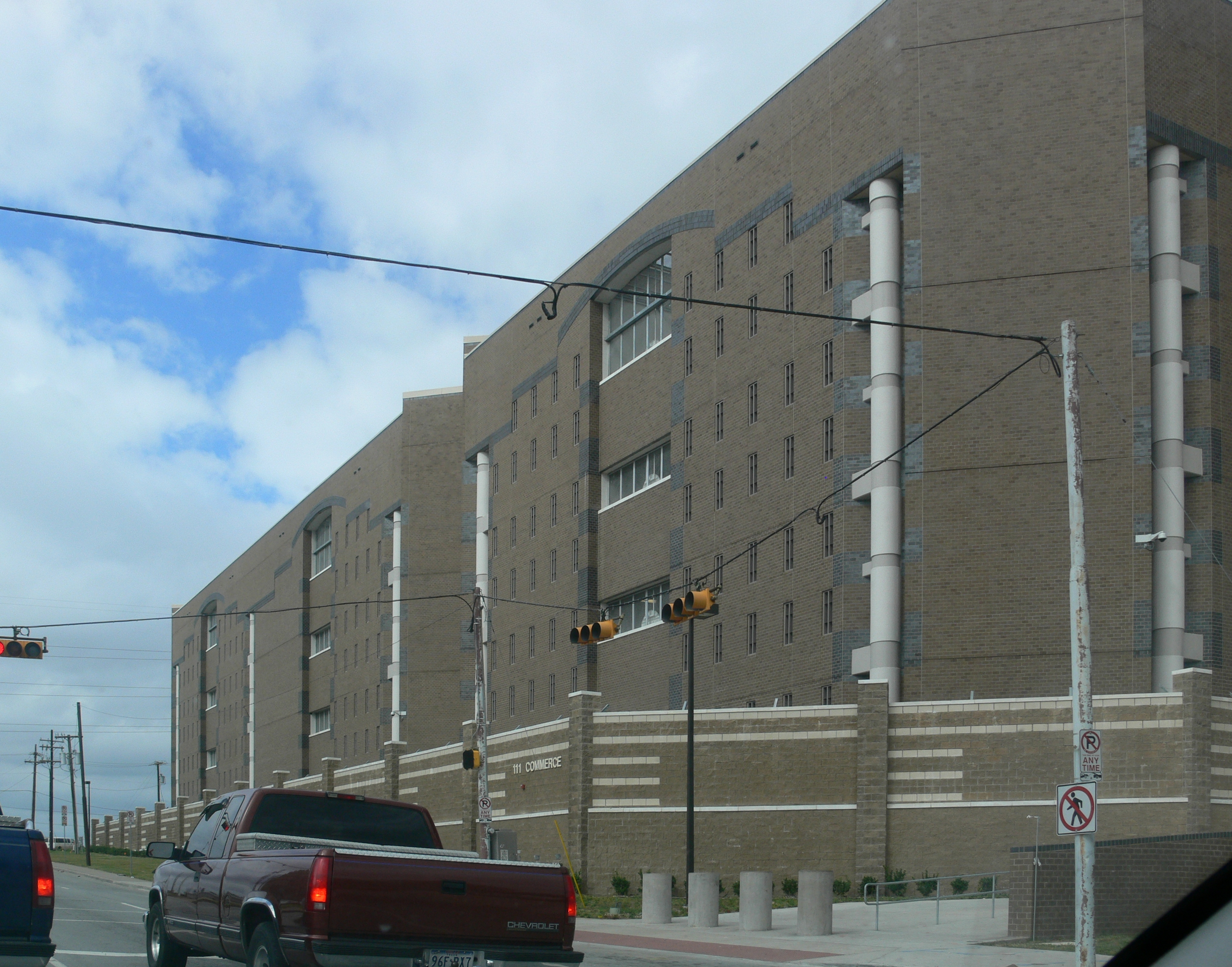
Здание окружной тюрьмы в Далласе на Уэст-Коммерс-стрит, 111

На территории округа функционируют несколько тюрем:
- Тюрьма округа Даллас — Даллас, Уэст-Коммерс-стрит, 111
  - Северный корпус окружной тюрьмы
  - Южный корпус окружной тюрьмы (известный также как Корпус Сюзанн-Кэйз)
  - Западный корпус окружной тюрьмы
- Центральная правительственная тюрьма — Даллас, Коммерс-стрит, 600
- Исправительный центр Билл-Деккер — Даллас, шоссе Норт-Стеммонс, 899

В апреле 2009 года ещё одна тюрьма округа, исправительный центр Сюзанн-Кэйз, находившаяся по адресу - Даллас, бульвар Норт-Индастриэл, 521, была закрыта. Персонал и заключённые переведены в Южный корпус окружной тюрьмы (также названный в честь Сюзанн Кэйз). А само здание снесено для расчистки территории под строительство нового моста через реку Тринити.
Техасский департамент уголовной юстиции управляет Хатчинским отделением тюрьмы штата. Оно предназначено для мужчин и расположено в немуниципальной территории вблизи Хатчинса. В ведении Корпорации исправительных учреждений Америки находится государственная тюрьма Доусон, в Далласе, Уэст-Коммерс-стрит, 106.
В Сиговилле размещено Федеральное исправительное заведение.

## Галерея
|                   |                              |                                    |
| Панорама Эддисона | Исламский центр в Ричардсоне | Здание муниципалитета в Льюисвилле |

## Города-побратимы
- Таоюань, Тайвань[37]